# Remigija Nazarovienė
Remigija Nazarovienė, rozená Sablovskaitė (* 2. června 1967, Ašchabad, Turkmenská SSR) je bývalá litevská atletka, která se věnovala víceboji.

## Kariéra
První mezinárodní úspěch zaznamenala v roce 1985 coby reprezentantka Sovětského svazu na juniorském mistrovství Evropy v Chotěbuzi, kde se umístila na 4. místě.
Třikrát reprezentovala na letních olympijských hrách. Nejlepšího výsledku dosáhla v roce 1988 na letních olympijských hrách v jihokorejském Soulu. Ziskem 6 456 bodů obsadila 5. místo. V roce 1992 na olympiádě v Barceloně skončila na 14. místě a o čtyři roky později na hrách v Atlantě byla desátá.
K jejím největším úspěchům patří bronzová medaile ze sedmiboje (6 566 bodů), kterou vybojovala v roce 1997 na světovém šampionátu v Athénách. Na Mistrovství Evropy v atletice 1998 v Budapešti dokončila sedmiboj na 4. místě s počtem 6 394 bodů. Bronz získala Natalja Sazanovičová z Běloruska, která nasbírala o 16 bodů více. Těsně pod stupni vítězů skončila také na halovém MS 1999 v japonském Maebaši.

## Osobní rekordy
- pětiboj – 4 561 bodů – 31. leden 1988, Perm
- sedmiboj – 6 604 bodů – 11. červen 1989, Brjansk